# Saleh Al-Saqri
Saleh Al-Saqri (en árabe: صالح الصقري‎; Ha'il, Arabia Saudita; 23 de enero de 1979) es un exfutbolista saudí que jugaba en la posición de defensa.

## Carrera

### Club
| Periodo   | Club       |
| --------- | ---------- |
| 1997–1999 | Al-Tai FC  |
| 1999–2012 | Ittihad FC |
| 2012      | Etiffaq FC |

### Selección nacional
Jugó para Arabia Saudita en 54 ocasiones de 2000 a 2007 y anotó un gol. Participó en la Copa Asiática 2000.

## Logros

### Club
- Saudi Professional League: 1999–2000, 2000–01, 2002–03, 2006–07, 2008–09
- King Cup: 2010
- Crown Prince Cup: 2001, 2004
- Saudi-Egyptian Super Cup: 2001, 2003
- AFC Champions League: 2004, 2005
- Asian Cup Winners' Cup: 1998–99
- Arab Champions League: 2004–05

### Selección nacional
- Arabian Gulf Cup: 2002
- Arab Cup: 2002